# Мікрюкова балка

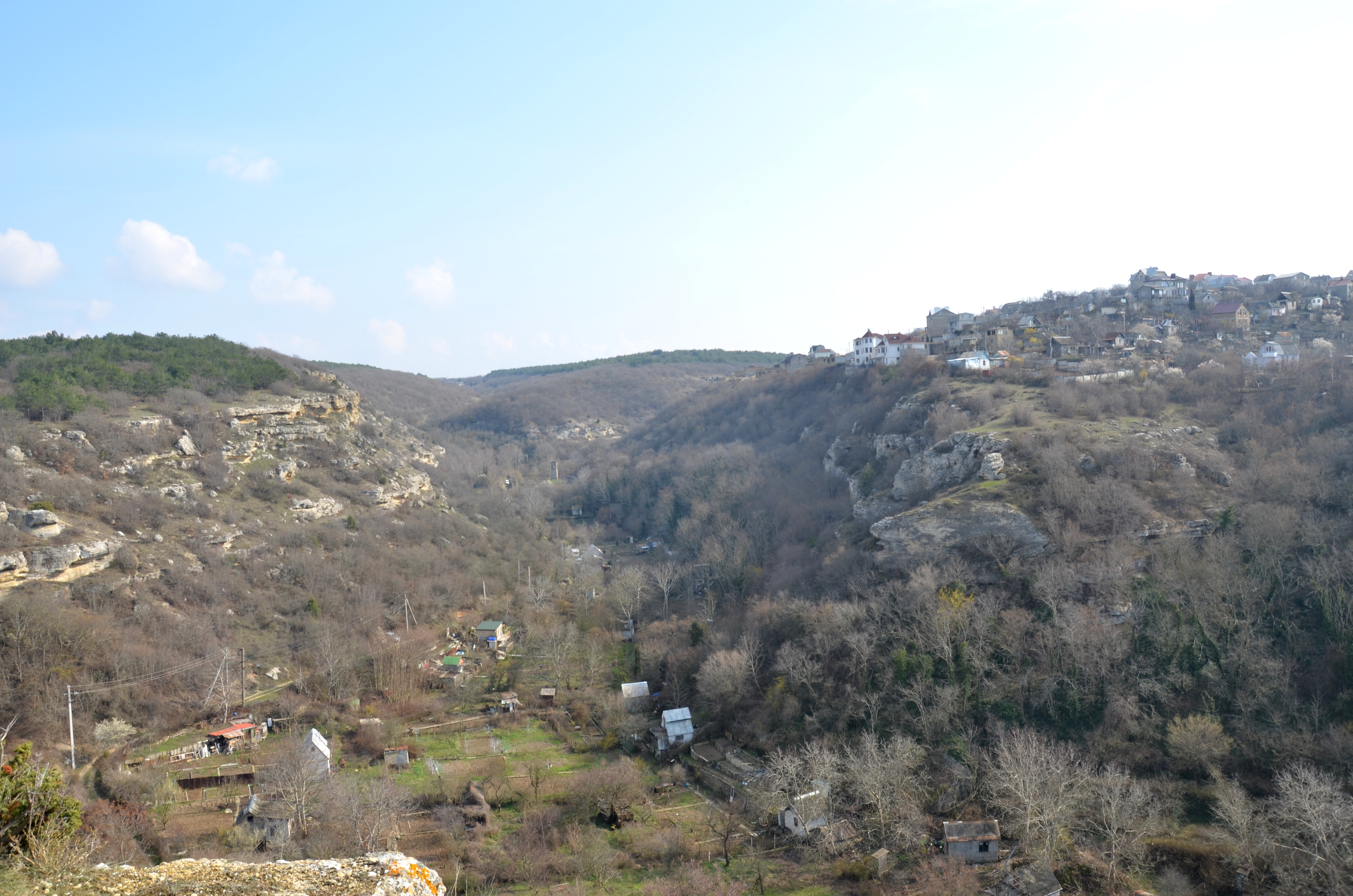
Мікрюкова балка

44°35′2″ пн. ш. 33°34′52″ сх. д. / 44.58389° пн. ш. 33.58111° сх. д.
Мікрюкова балка — балка в Нахімовському районі Севастополя, ліва притока Кілен-балки, в яку вона впадає схід висоти Мікрюкова. Названа на честь розташованого в балці хутора морського офіцера, учасника штурму Ізмаїла — Матвія Степановича Мікрюкова.
У місці відгалуження балки Мікрюкова від Кілен-балки бере початок старий водопровід, який називається також Мікрюковським. У балці збереглася водонапірна вежа, побудована в 1885 році.
Зараз в балці розташовані садові ділянки.